# COIN機

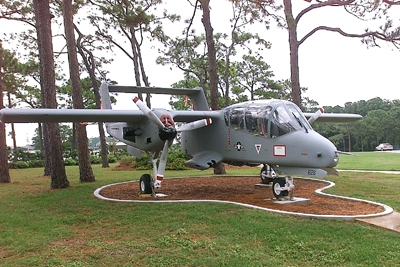
代表的なCOIN機 OV-10

COIN機（コインき）は、不正規戦のために使用される軽攻撃機の一種。Counter Insurgency（対暴動）の略。

## 概要
ゲリラ組織の人員や建物・車両を標的とする軽攻撃機の一種。高価で複雑にして大型化の傾向が強い正規戦用の攻撃機に対し、より安価かつ簡便な利用を目的とした位置づけにある。専用に開発される場合もあるが、おもに輸送機や練習機などが流用もしくは改造される例が多い。米軍では、ガンシップが類似の目的に使用されている。
近年ではエンジン性能の向上や小型軽量化のほか、射撃管制装置の向上、軽量装甲・射出座席の採用など、最新の技術が導入されている。そのため、能力も生存性も高まっており、実戦に耐えうる機種として注目を集めている。ただし、先進国軍（特に米軍）のCOIN機相当任務には無人航空機が充てられることが増え、その流れは中進国軍から武装勢力に迄及んで来ている。

## 歴史
第二次世界大戦後、アルジェリア戦争でフランス軍がT-6 テキサン練習機やT-28 トロージャン練習機、国産のブルサール軽輸送機を武装して運用したことが嚆矢となり、冷戦の到来に伴い、各地で共産主義革命の恐れが高まる中、ベトナム戦争に突入したアメリカで注目された機種である。
基本的に高性能のレーダーや爆撃照準コンピュータを搭載せず、誘導爆弾や空対地ミサイルの運用機能も無く、もっぱら目視と地上からの誘導により、機銃掃射や無誘導爆弾、ロケット弾によって目標を攻撃する。このことからパイロットには必ずしも高度な技術を必要としない。ただし、それだけに地上との連携と通信が不可欠であり、空中管制任務や観測任務を兼ね合わせることが多い。
COIN機は練習機、連絡機、観測機、輸送機が母体となるケースがほとんどで、純粋なCOIN機として設計されたものは少ない。時として、イギリスのBAeホークシリーズ（ホーク200）やフォーランド ナット（ナット単座型）のように練習・COIN兼用機から改良を重ねて軽戦闘機になったケースもある。
練習機のケースが一番多く、パイロットの練度が低く本格的な戦闘/攻撃機を必要としない（あるいは維持できない）経済規模の小さな発展途上国では、COIN機を兼ねた練習機が射出装置などを追加して空軍の「主力」とされることも多い。ベトナム戦争で実戦に参加し、その後南米に多く供与されたA-37 ドラゴンフライは、もともとT-37 トゥーイート練習機である。南米においては固定機銃を用い、麻薬密輸機を捕捉するなど特殊な任務に利用されている。また、フランスのマジステール CM-170は武器搭載量こそ少ないものの、基本的なCOIN任務に対応できることからアフリカ諸国を中心に長きに亘って採用された。中東戦争・コンゴ動乱においては軽攻撃機として活動し、特に中東戦争ではイスラエル空軍の爆撃任務を負ったほか、ソ連製の傑作機として知られるアラブ側のMiG-21とも対戦している。イスラエルにおいては後に「ツヅキッド」と呼ばれる改良型も生産された。
連絡機や観測機としてはO-2があり、これは、元々セスナ337といわれる民間用の双発プロペラ機であった。O-2Aはこれに装甲を施し、主翼に爆弾やロケット弾の装着を可能とした機体である。ベトナム戦争中、米空軍はこれを直接のCOIN任務には使用せず、もっぱら空中前線管制機として使用した。ただし、ローデシアにおいてはこの機体をリンクスと称してナパーム弾などを装備してCOIN任務に充てた。
O-2Aの後継として採用されたのがOV-10 ブロンコで、COIN、観測、前線航空管制、空挺部隊の輸送降下、軽輸送（実際には利用されず）まで兼ね備えた多目的のCOIN機であり、空軍・海兵隊が空中管制機として、海軍がCOIN機として用いて輸出もされた。
陸軍のOV-1モホークも元々、COIN機としての性格を帯び、限定的にベトナム戦争にCOIN機として投入されたが、政治的な問題からもっぱら観測機およびレーダー監視機として用いられることになった。
輸送機としては米空軍のAC-130 スペクターガンシップが有名であるが、これほどの大型輸送機を使用するケースはほとんどなく（An-24/An-22輸送機の一部に主翼に爆装を可能とした輸出機があるといわれる）、ブリテン・ノーマン BN-2 アイランダーやピラタス PC-6などの軽輸送機を武装してガンシップとする場合が多い。タイ空軍はPC-6を武装強化したAU-23 ピースメーカーを運用している。これらは機体が大きい反面、滞空時間が長いため、海賊などに対抗するための海洋監視機として使用される場合もある。
COIN機は低価格で練度の低いパイロットでも使用できるという利点を持つが、ゆえに携帯式地対空ミサイル（MANPADS）やレーダー誘導による精密な低空射撃のできる自走式対空砲には弱いという欠点も存在する。また、フォークランド紛争におけるFMA IA 58 プカラや湾岸戦争におけるOV-10のように、他国の（特に先進国の）正規軍が装備する主要な軍用機には無力に等しい。ある程度の軍事力を持つ先進諸国においては、この任務を持ち合わせる攻撃ヘリコプターや無人機を保有できることもあって、AC-130などの特殊なケースを除いてCOIN機は消滅しつつあった。
また、発展途上国ではSu-25のような、COIN機というよりシュトゥルモヴィークに近い機体が投入されている。一方でスリランカのようにMiG-23やクフィルなど戦闘攻撃機を導入する国も多い。これらは価格こそ上がるもののCOIN任務以外の汎用性が高く、安全性も高いからである。すでに旧式化しているが安価で製造国の支援が受けられる、中古のA-4、A-7、中国のQ-5などは頭数を揃えて稼働率を向上させることが容易なため、これら軽攻撃機や戦闘爆撃機もCOIN機のライバルといえる。2010年、インドネシアはスーパーツカノを採用している。
アメリカでは、対テロリズム作戦におけるコストパフォーマンスから再びCOIN機に注目し、空軍にCOIN機の実戦部隊を再編成する
Light Attack/Armed Reconnaissance（LAAR計画）も持ち上がった。空軍はこの計画でCOIN機を120機導入する予定であったが、現在アメリカ空軍は自軍で運用するためではなく、UAVの取得ならびに整備・運用・維持が難しい小規模な同盟国に対してCOIN機の運用ノウハウや、また、パイロットの訓練を提供するために（練習機も兼ねた）COIN機を装備する方向に方針を転換している。
民間ベースでは、企業のプライベートベンチャーとしてそれまでの機銃ポッドや無誘導爆弾、ロケット弾などに代わってヘルファイア対戦車ミサイルを中心に装備するCOIN機が開発されており、米軍で多用されているC-12系統の機体を武装可能にする計画もある。
南米や東南アジアなどでは現在に至るまで麻薬密売組織や（しばしば麻薬を資金源とする）反政府勢力との戦闘が続いており、COIN機はこの製造・輸送拠点への攻撃に投入可能とする意見も存在している。この考え方からエアトラクター AT-802Uやアークエンジェルといった農業機を改造したCOIN機も出現している。元より農業機は頑丈かつ低高度での高い運動性を持つためCOIN機への転用と相性がよく、AT-802Uはアラブ首長国連邦、アークエンジェルはフィリピン空軍が採用している。
なおCOIN機は暴動を鎮圧する側ばかりが使用しているわけではなく、ゲリラやテロ組織などが軽飛行機や民間機を武装可能に改造して投入することもある。本格的な戦果を求めるというよりは鎮圧者側に対するデモンストレーションとして用いることが多い。クロアチア独立戦争の際、クロアチア空軍ではAn-2軽輸送/農業機の武装バージョンが造られたといわれており、小規模な爆撃任務や原始的な電子偵察任務に投入された。また、スリランカのLTTEも壊滅直前にチェコ製の軽飛行機を武装して「空襲」作戦を行なっている。純軍事的なダメージは皆無に等しかったものの、市民を守るための防空網の構築がされていなかった政府軍にショックを与えたとされている。ビアフラ戦争においても、マルメ MFI-9にロケット弾ポッドを装備したミニ・コイン（Mini-COIN）を、ナイジェリアからの独立を求めるビアフラ共和国に組したカール・グスタフ・フォン・ローゼンが調達し、ビアフラ空軍の主力機として運用した。ただし近年は、暴動を鎮圧する側も暴動（反体制）側も、無人航空機を同任務に多用するようになってきている。

## 代表的なCOIN機

### 当初からCOIN機として設計
- OV-10（ただし、計画では観測機としての性格が強かった）
- FMA IA 58 プカラ
- ソコ J-20 クラグイ -

COIN機として位置づけられているが、STOL性や整備性に優れ、空軍基地を破壊・制圧した侵攻軍に対するゲリラ戦機としても使用可能なように設計されていた。
- フレッチャー FD-25

### 練習機を基に設計
- A-37 ドラゴンフライ
- BAC 167 ストライクマスター
- AT-33（T-33練習機の武装型）
- T-28
- AT-6E ウルヴァリン (T-6の武装型)
- アエルマッキ SF-260
- ピラタス PC-7
- ピラタス PC-9
- エンブラエル EMB-314 スーパーツカノ(エンブラエル EMB-312がベース)

### 連絡・観測機を基に設計
- セスナ 337/O-2A
- ムワリ（旧称：アラック）

### 輸送機を基に設計
- ブリテン・ノーマン ディフェンダー

アイランダーの軍用武装型。翼下にハードポイントを有している。
- AC-208（セスナ 208の軽攻撃型） - ヘルファイアミサイルが運用可能。
- ガンシップ

### 農業機を基に設計

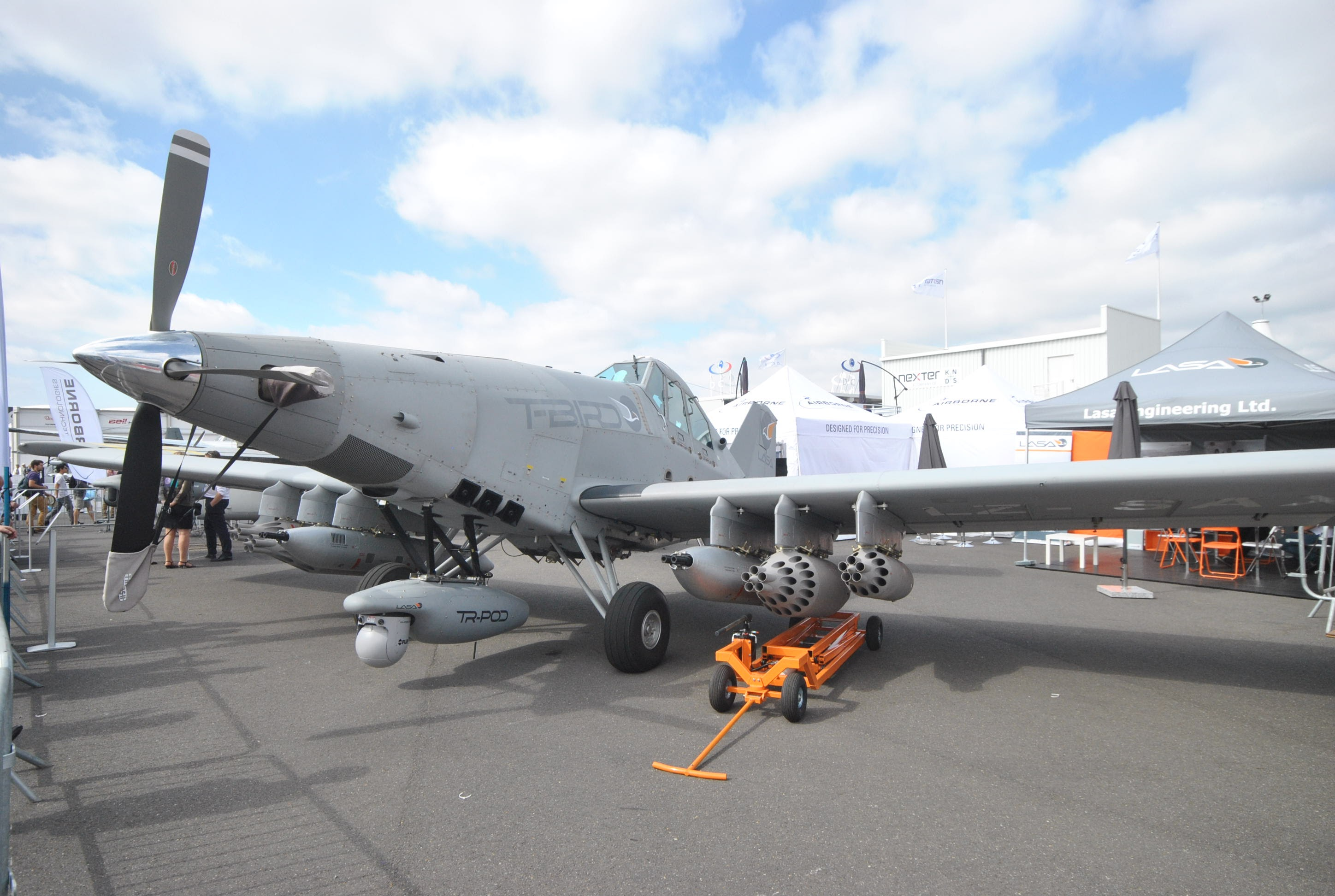
T-Bird

- OA-1K - エア・トラクター社製のAT-802Uがベース
- アークエンジェル
- T-Bird - Ayres Thrush社製のModel 510Gがベース